# Festival Internacional de Cinema de Sant Sebastià 1987
La 35a edició del Festival Internacional de Cinema de Sant Sebastià va tenir lloc entre el 17 i el 26 de setembre de 1987. En aquesta edició el Festival tenia la màxima categoria A (festival competitiu no especialitzat) de la FIAPF. Continuà com a director del festival Diego Galán Fernández i es van projectar més de 120 pel·lícules.

## Desenvolupament
Fou inaugurat el 17 de setembre de 1987 amb la presència del lehendakari José Antonio Ardanza i el director general de l'ICAA Fernando Méndez-Leite Serrano, Chantal Akerman, Glenn Ford i Bernardo Bertolucci i es va projectar la pel·lícula fora de concurs Esperança i glòria. De nit Fernando Rey i Ingrid Thulin li entregaren el premi Donostia a Glenn Ford. El dia 18 es projectaren Slam Dance i Strategija svrake alhora que es feia un homenatge a John Huston projectant algunes pel·lícules seves com Cayo Largo, Vides rebels, La nit de la iguana o Passeig per l'amor i la mort. El dia 19 es van projectar El Lute (camina o revienta) i Urs al-Jalil, i des de les 16.00 fins a la matinada es va oferir una marató de cinema al Velòdrom d'Anoeta amb 5.000 espectadors anomenat La grandeza del cine, on es van exhibir curtmetratges de Charles Chaplin, musicals de Busby Berkeley, Ser o no ser d'Ernst Lubitsch i 2001: una odissea de l'espai, de clausura. El dia 20 es van projectar Candy Mountain i Yer Demir Gök Bakır de la secció oficial i Històries reals i Kong bu fen zi en la Zabaltegi, alhora que visitava el festival Bo Derek. El 21 foren projectades High Season i Lo del César de la secció oficial i Una flama al meu cor de la Zabaltegi, així com la pel·lícula recuperada de Fritz Lang Harakiri. El dia 22 es van projectar Crazy Love i Brand New Day a la secció oficial; Maurice, Gernika, the Spirit of the Tree, i Oraingoz izen gabe en la Zabaltegi, i en la retrospectiva Rosaura a las diez de Mario Soffici. També es va anunciar que es retirava de la competició la pel·lícula Siesta de Mary Lambert, que seria substituïda per Els intocables d'Elliot Ness.
El dia 23 es van projectar Els intocables d'Elliot Ness i Hajnali háztetök en la secció oficial, i El amor es una mujer gorda de Nous Realitzadors. El dia 24 es projectaren Barbablù, Barbablù i The Magic Toyshop de la competició oficial, i Stormy Weather de la retrospectiva "Los olvidados". El dia 25 es van projectar Chi c'è c'è i El bosque animado de la secció oficial, així com Mientras haya luz de Nous Realitzadors, i Raba líubvi de Nikita Mikhalkov. També visitar el festival Charlotte Rampling, una de les encarregades d'entregar els premis. I el dia 26 es van projectar Pěsti ve tmě i Els creients, i es va fer l'entrega de premis.

## Jurat oficial
- Juan Antonio Bardem
- Hercules Bellville
- Edgardo Cozarinsky
- Nana Jorjadze
- Antxon Ezeiza
- Alain Tanner
- Ingrid Thulin

## Pel·lícules exhibides

### Secció oficial
- Barbablù, Barbablù de Fabio Carpi[19]
- Brand New Day d'Amos Gitai  (fora de concurs)
- Candy Mountain de Robert Frank i Rudy Wurlitzer
- Chi c'è c'è de Piero Natoli
- Crazy Love de Dominique Deruddere
- El bosque animado de José Luis Cuerda
- El Lute (camina o revienta) de Vicente Aranda
- Gilda de Charles Vidor (fora de concurs)
- Hajnali háztetök de János Dömölky
- High Season de Clare Peploe
- Esperança i glòria de John Boorman (fora de concurs)
- Killer's Kiss de Stanley Kubrick  (fora de concurs)
- La bamba de Luis Valdez  (fora de concurs)
- Lo del César de Felipe Cazals
- Urs al-Jalil de Michel Khleifi
- Pěsti ve tmě de Jaroslav Soukup
- Slam Dance de Wayne Wang
- Strategija svrake de Zlatko Lavanić
- Els creients de John Schlesinger  (fora de concurs)
- The Magic Toyshop de David Wheatley
- Els intocables d'Elliot Ness de Brian de Palma (fora de concurs)
- Yer Demir Gök Bakır de Zülfü Livaneli

### Zabaltegi (Zona oberta)
- Demain peut être de Philippe Nessler
- Gernika, the Spirit of the Tree de Laurence Boulting
- Kong bu fen zi d'Edward Yang
- Kurier de Karén Xakhnazàrov
- L'Avant-dernier de Luc Besson
- La estación del regreso de Leo Kocking
- Le vol de la Joconde de Gérard Fabre
- Vai viegli būt jaunam? de Juris Podnieks
- Les aventures du professeur Wilcox de Didier Fontan
- Les Noces barbares de Marion Hänsel
- Maurice de James Ivory
- Oraingoz izen gabe de José Julián Bakedano
- Paysage avant l'éte de Patrice Boiteau
- Qué se hizo de tu infancia de Sergio Núñez
- Robinzoniada, anu chemi ingliseli Papa de Nana Jorjadze
- THX 1138 de George Lucas
- Històries reals de David Byrne
- Una flama al meu cor d'Alain Tanner
- Zegen de Shohei Imamura

### Zabaltegi-Nous realitzadors
- Clandestinos de Fernando Pérez Valdés
- Du mich auch de Helmut Berger, Anja Franke i Dani Lévy
- El amor es una mujer gorda d'Alejandro Agresti
- I nichta me tin Silena de Dimitris Panayotatos
- In der Wüste de Rafael Fuster Pardo
- Kraljeva završnica de Živorad Tomić
- La gentilezza del tocco de Francesco Calogero
- Mientras haya luz de Felipe Vega
- Mujeres de la frontera d'Iván Argüello
- Testet d'Ann Zacharias

### Retrospectives
Aquest any es van projectar tres retrospectives: una en homenatge al director Robert Siodmak amb 19 pel·lícules, entre les quals Brennendes Geheimnis (1933), The Suspect (1944), The Killers (1946), Criss Cross (1949), L'escala de cargol (1945) o El temible burleta (1952); l'altra anomenada Los olvidados dedicada a cineastes injustament no reconeguts com a Paul Fejos, Robert Florey, Mario Soffici o Wolf Rilla, i la tercera dedicada a Xile.

### Restrospectiva Robert Siodmak
- Abschied (1930)
- Menschen am Sonntag (1929)
- Der Mann, der seinen Mörder Sucht (1931)
- Brennendes Geheimnis (1933)
- Voruntersuchung (1931)
- Mollenard (1938)
- Pièges (1939)
- Die Ratten (1955)
- Nachts, wenn der Teufel kam (1957)
- Criss Cross (1948)
- El plor de la ciutat (1948)
- Phantom Lady (1944)
- The Dark Mirror (1946)
- L'escala de cargol (1945)
- The Killers (1946)
- The Suspect (1945)
- The File on Thelma Jordon (1950)
- The Strange Affair of Uncle Harry (1945)
- El temible burleta (1952)

### Retrospectiva "Los olvidados"
- Harakiri de Fritz Lang (1919)
- Lonesome de Paul Fejos (1928)
- Asphalt de Joe May (1929)
- Die Koffer des Herrn O.F. d'Alexis Granowsky (1931)
- Kuhle Wampe oder: Wem gehört die Welt? de Slatan Dudow (1932)
- Le Martyre de l'obèse de Pierre Chenal (1933)
- La Maternelle de Jean Benoît-Lévy i Marie Epstein (1933)
- Vosstanie ribakov d'Erwin Piscator i Mikhaïl Doller (1934)
- Gaslight de Thorold Dickinson (1940)
- I Wake Up Screaming de H. Bruce Humberstone (1941)
- Stormy Weather d'Andrew L. Stone (1943)
- Dillinger de Max Nosseck (1945)
- Die Mörder sind unter uns de Wolfgang Staudte (1946)
- Roma città libera de Marcello Pagliero (1946)
- The Beast with Five Fingers de Robert Florey (1946)
- The Queen of Spades de Thorold Dickinson (1949)
- Rosaura a las diez de Mario Soffici (1958)
- El esqueleto de la señora Morales de Rogelio A. González (1959)
- Village of the Damned de Wolf Rilla (1960)

### Homenatge a Xile
- À Valparaíso de Joris Ivens (1965)
- 5 doigts pour el pueblo de Bruce Krebs (1985)
- Andrés de la Victoria de Claudio di Girolamo (1985)
- Ardiente paciencia d'Antonio Skármeta (1983)
- Chile antes de la visita del Papa d'Augusto Góngora (1986)
- El Papa en Chile d'Augusto Góngora (1987)
- Los niños prohibidos d'Augusto Góngora (1986)
- Un festival con todo d'Augusto Góngora (1987)
- Chile, la cultura necesaria d'Orlando Lübbert (1986)
- Der Übergang (El paso) d'Orlando Lübbert (1978)
- Chili Impressions: Monsieur le Président de José María Berzosa (1976)
- Día de organillos de Sergio Bravo Ramos (1958)
- Ese desconocido de Sergio Bravo Ramos (1960)
- No eran nadie de Sergio Bravo Ramos (1981)
- El húsar de la muerte de Pedro Sienna (1925)
- Como me da la gana d'Ignacio Agüero Piwonka (1985)
- No olvidar d'Ignacio Agüero Piwonka (1982)
- De försvunna de Sergio Castilla (1979)
- Dulce patria d'Andrés Racz (1983)
- El juego...SS de Miguel A. Aravena (1987)
- En nombre de Dios de Patricio Guzmán (1987)
- Testimonio Valenzuela de Jorge Triviño (1987)
- Missing de Costa Gavras (1982)
- Frente patriótico Manuel Rodríguez de Jorge Triviño (1987)
- La Victoria de Peter Lilienthal (1973)
- Queridos compañeros de Pablo de la Barra (1977)
- Eine Minute Dunkel macht uns nicht blind de Peter Hellmich, Walter Heynowski i Gerhard Scheumann (1976)
- Geldsorgen de Walter Heynowski i Gerhard Scheumann (1975)
- El diálogo de América d'Álvaro Covacevich (1972)
- Latinoamérica es un pueblo al sur de Estados Unidos de Ricardo Correa, Hernan Castro i Mario Mutis (1986)
- Memorias de una guerra cotidiana de Gaston André Ancelovici (1986)
- Sweet Country de Michael Cacoyannis (1986)
- Toque de queda de Miguel de la Quadra-Salcedo (1973)
- Somos+ de Pedro Chaskel (1985)
- Iaguar de Sebastián Alarcón (1986)
- Yo no le tengo miedo a nada de Tatiana Gaviola (1986)
- Vuelvo de Douglas Hübner i Pedro Salas (1985)

## Palmarès
Els premis atorgats en aquesta edició foren:
- Conquilla d'Or a la millor pel·lícula: Urs al-Jalil de Michel Khleifi
- Conquilla d'Or (curtmetratge): Desert
- Conquilla de Plata: 
  - Candy Mountain de Robert Frank i Rudy Wurlitzer  
  - High Season de Clare Peploe
- Premi Sant Sebastià al millor director: Dominique Deruddere per Crazy Love
- Premi Sant Sebastià d'interpretació femenina: Victoria Abril, per El Lute (camina o revienta) de Vicente Aranda
- Premi Sant Sebastià d'interpretació masculina: Imanol Arias, per El Lute (camina o revienta) de Vicente Aranda
- Premi CIGA per Nous Realitzadors (45.000 dòlars): 
  - El amor es una mujer gorda d'Alejandro Agresti  
  - Mientras haya luz de Felipe Vega
- Premi Donostia: Glenn Ford